# Claudia López
Claudia Nayibe López Hernández (ur. 9 marca 1970 w Bogocie) – kolumbijska polityczka. W latach 2014–2018 członkini Senatu Kolumbii, a w latach 2020–2023 Burmistrzyni Bogoty. Pierwsza osoba LGBT w Parlamencie Kolumbii.

## Życiorys

### Młodość, edukacja i kariera zawodowa
López urodziła się 9 marca 1970 w Bogocie. Ma piątkę młodszego rodzeństwa.
Ukończyła szkołę podstawową w Engativie, dzielnicy Bogoty. Również w Bogocie, uczęszczała do szkoły średniej nazwanej na część Policarpy Salavarriety. Studiowała na Universidad Externado de Colombia. Ukończyła studia na kierunku Master in Public Administration na Uniwersytecie Columbia, a dzięki Programowi Fulbrighta skończyła doktorat na Northwestern University.
Po zakończeniu swojej kadencji jako burmistrzyni Bogoty, została wykładowczynią na Uniwersytecie Harvarda.

### Działalność polityczna
Z powodzeniem kandydowała do Senatu Kolumbii w wyborach parlamentarnych w 2014 roku z ramienia partii Alianza Verde. Uzyskała 81 125 głosów.
27 grudnia 2016 roku ogłosiła, że wystartuje w wyborach na Prezydenta Kolumbii, zaczynając od udziału w partyjnych preselekcjach. Kilka miesięcy wcześniej ogłosiła, że nie będzie ubiegać się o senacką reelekcję. W partyjnych prawyborach wygrała z Antonim Navarro. Rozpoczęła rozmowy koalicyjne z Sergio Fajardo, byłym burmistrzem Medellín, oraz z Jorgem Enriquem Robledo na temat wspólnego startu w wyborach. Ostatecznie wystartowała wspólnie z Fajardo, ubiegając się o stanowisko wiceprezydentki kraju. Wspólnie zdobyli 4 602 916 głosów (23,78% wszystkich oddanych głosów), zajmując trzecie miejsce.
W październiku 2019 roku została wybrana na Burmistrzynię Bogoty, stanowisko powszechnie uważane za drugie najbardziej wpływowe w kraju (po prezydencie). Swoją kampanię skupiła na walce z korupcją polityczną oraz w oparciu na prawach mniejszości. Została pierwszą kobietą, pierwszą osobą LGBT na tym stanowisku oraz pierwszą osobą LGBT zarządzającą stolica kraju w Ameryce Łacińskiej. Stanowisko objęła 1 stycznia 2020 roku.

### Pozostała działalność
W 2020 roku została umieszczona przez BBC na liście „BBC 100 Women 2020”.

### Życie prywatne
Jest lesbijką. Jej żoną jest Angélica Lozano Correa, z którą wspólnie służyła jako senatorka. Wzięły ślub 19 grudnia 2019 po zalegalizowaniu małżeństw osób tej samej płci w Kolumbii.
Jej żona jest pierwszą osobą otwarcie LGBT wybraną do Senatu Kolumbii (w 2018 roku) oraz pierwszą wybraną do Izby Reprezentantów. López nie dokonała jeszcze coming outu podczas wyborów, w których sama została senatorką (2014), ujawniając się dopiero w czasie kadencji.

## Kontrowersje
W 2014 roku kolumbijski prawnik Víctor Velásquez wniósł o unieważnienie mandatów López (Senat) oraz Correi (Izba). Odwoływał się do 179 artykułu konstytucji Kolumbii, który zakazuje dwóm związanym ze sobą w związku małżeńskim (pomimo tego, że López i Correa pozostawały w nieformalnym związku ze względu na brak legalności małżeństw osób tej samej płci w Kolumbii) pełnić funkcje publiczne wybrane w wyborach tego samego dnia. López oraz Correa publicznie odniosły się do pozwu, stwierdzając, że zapis ten nie obowiązuje ich z powodu nielegalności małżeństw osób tej samej płci w Kolumbii, a działania Velásquez porównały do pieniactwa.